# Bolitoglossa obscura
Bolitoglossa obscura är en groddjursart som beskrevs av Hanken, Wake och Savage 2005. Bolitoglossa obscura ingår i släktet Bolitoglossa och familjen lunglösa salamandrar. IUCN kategoriserar arten globalt som sårbar. Inga underarter finns listade.